# Visby (Tønder Kommune)
Visby (deutsch Wiesby) ist ein süddänischer Ort mit 345 Einwohnern (1. Januar 2023) in der Tønder Kommune.
Visby befindet sich (Luftlinie) ungefähr 6 km südwestlich von Bredebro, 7,5 km nordöstlich von Højer und 9 km nordwestlich von Tønder im Kirchspiel Visby. Die Nordseeküste ist in westlicher Richtung etwa 8,5 km entfernt, die deutsch-dänische Grenze verläuft ungefähr 12 km südlich des Ortes.
Nordwestlich von Visby liegt die alte Schlossruine Trøjborg.